# Charles Godfrey Gunther
Charles Godfrey Gunther, född 7 april 1822 i New York, död 22 januari 1885 i New York, var en amerikansk politiker (demokrat). Han var New Yorks borgmästare 1864–1865.
Gunther Avenue i Wakefield i Bronx har uppkallats efter Charles Godfrey Gunther. Det finns ett antal gator uppkallade efter New Yorks borgmästare i grannskapet.